# 半规管

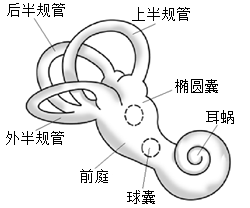
内耳--半规管

半规管（英文：semicircular canals）是脊椎动物的内耳迷路中掌管平衡感的器官，是维持平衡和与控制生物体姿势的一内耳感受装置，与耳前庭共同构成前庭系统。

## 基本结构

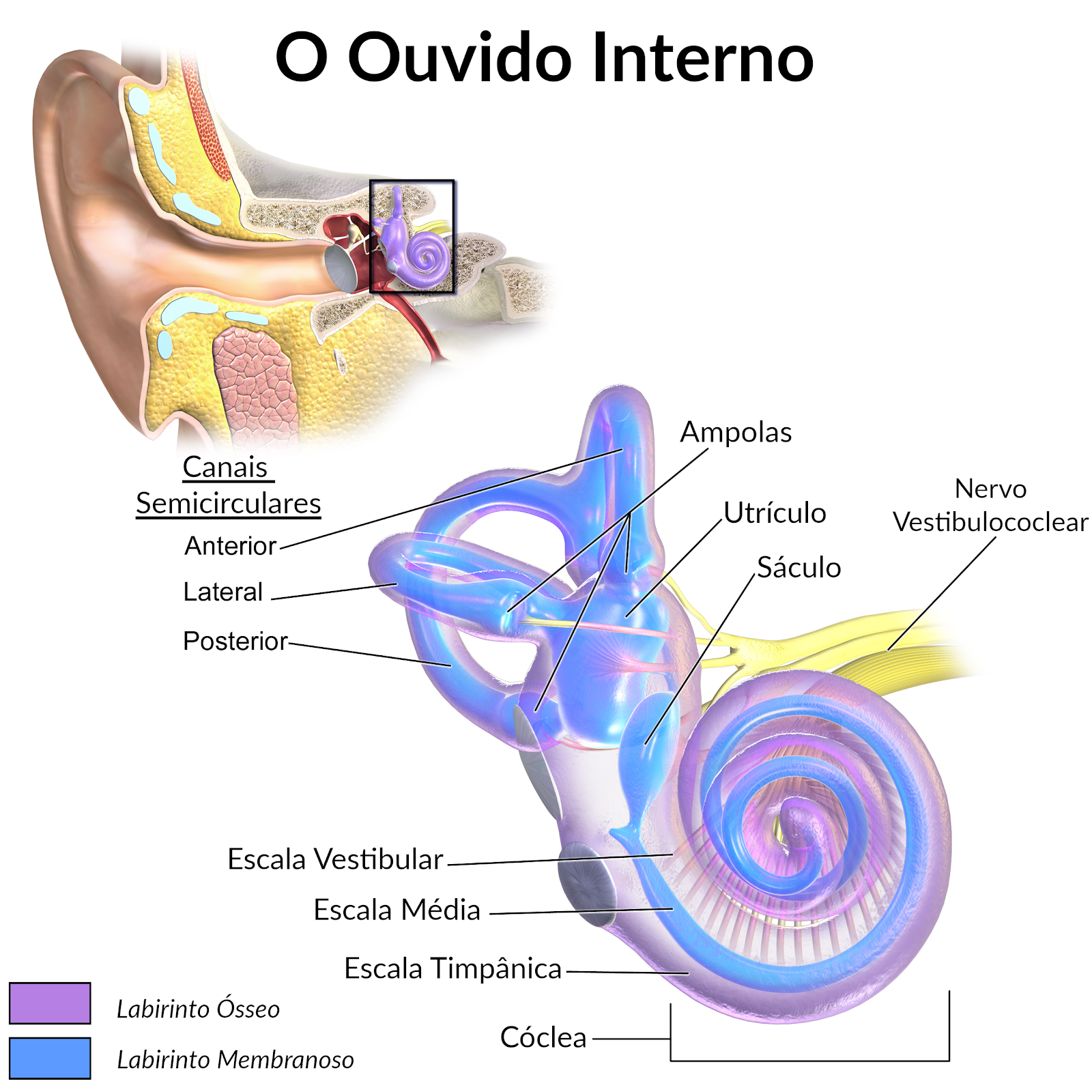
圖中為內耳的結構。

### 骨半规管
骨半规管（bony semicircular canals），属于骨迷路（bony labyrinth）的一部分。三个骨半规管呈“C”形且互相垂直。位置最高者称为上骨半规管（anterior/superior canal），大致呈水平位者称为外骨半规管（lateral/horizontal canal），位置靠后者称为后骨半规管（posterior canal）。每个骨半规管均有一个单骨脚和一个壶腹骨脚，后者在近前庭处的膨大称骨壶腹，上后骨半规管的单骨脚合成一总骨脚。

### 膜半规管
膜半规管，属于膜迷路（membranous labyrinth）的一部分，套于骨半规管内。在各骨壶腹内，膜半规管也有相应膨大的膜壶腹。膜壶腹壁上有壶腹嵴，亦为位觉感受器，能感受头部旋转运动的刺激。

## 延伸阅读
- 《系统解剖学实验》，ISBN 978-7-03-026931-7